# Longsheng
För andra betydelser, se Longsheng (olika betydelser).
Longsheng, även romaniserat Lungsheng, är ett autonomt härad för olika etniska grupper i Guilins stad på prefekturnivå i den autonoma regionen Guangxi i sydligaste Kina. De folkgrupper eller nationaliteter som är representerade i detta mulitetniska område, är Dong, Miao, Yao,  Zhuang och Han.

## Källa
1. ↑  ”worldpostmarks.net”. Arkiverad från originalet den 2 januari 2015. https://web.archive.org/web/20150102101710/http://worldpostmarks.net/HTML%20Countries/china.htm. Läst 22 juli 2015.
2. ↑  龙胜各族自治县人口与民族情 Arkiverad 23 april 2022 hämtat från the Wayback Machine.(på kinesiska), glls.gov.cn, 20 maj 2020.